# Tell Afar, Syria
Nói Afar (tiếng Ả Rập: تل أعفر) là một ngôi làng Syria nằm trong phó huyện Masyaf ở huyện Masyaf, nằm ở phía tây Hama. Theo Cục Thống kê Trung ương Syria (CBS), Tell Afar có dân số là 610 người trong cuộc điều tra dân số năm 2004. Thị trấn là từ năm 2014 đến tháng 3 năm 2017 dưới sự kiểm soát của Nhà nước Hồi giáo.